# Dham
 (novembre 2023).
La mise en forme du texte ne suit pas les recommandations de Wikipédia : il faut le « wikifier ».
Les points d'amélioration suivants sont les cas les plus fréquents. Le détail des points à revoir est peut-être précisé sur la page de discussion.
- Les titres sont pré-formatés par le logiciel. Ils ne sont ni en capitales, ni en gras.
- Le texte ne doit pas être écrit en capitales (les noms de famille non plus), ni en gras, ni en italique, ni en « petit »…
- Le gras n'est utilisé que pour surligner le titre de l'article dans l'introduction, une seule fois.
- L'italique est rarement utilisé : mots en langue étrangère, titres d'œuvres, noms de bateaux, etc.
- Les citations ne sont pas en italique mais en corps de texte normal. Elles sont entourées par des guillemets français : « et ».
- Les listes à puces sont à éviter, des paragraphes rédigés étant largement préférés. Les tableaux sont à réserver à la présentation de données structurées (résultats, etc.).
- Les appels de note de bas de page (petits chiffres en exposant, introduits par l'outil «  Source ») sont à placer entre la fin de phrase et le point final[comme ça].
- Les liens internes (vers d'autres articles de Wikipédia) sont à choisir avec parcimonie. Créez des liens vers des articles approfondissant le sujet. Les termes génériques sans rapport avec le sujet sont à éviter, ainsi que les répétitions de liens vers un même terme.
- Les liens externes sont à placer uniquement dans une section « Liens externes », à la fin de l'article. Ces liens sont à choisir avec parcimonie suivant les règles définies. Si un lien sert de source à l'article, son insertion dans le texte est à faire par les notes de bas de page.
- La présentation des références doit suivre les conventions bibliographiques. Il est recommandé d'utiliser les modèles {{Ouvrage}}, {{Chapitre}}, {{Article}}, {{Lien web}} et/ou {{Bibliographie}}. Le mode d'édition visuel peut mettre en forme automatiquement les références.
- Insérer une infobox (cadre d'informations à droite) n'est pas obligatoire pour parachever la mise en page.

Pour une aide détaillée, merci de consulter Aide:Wikification.
Si vous pensez que ces points ont été résolus, vous pouvez retirer ce bandeau et améliorer la mise en forme d'un autre article.
Le dham, ou dhaam, est un repas servi lors de fêtes indiennes traditionnelles célébrées dans l'État indien de l'Himachal Pradesh  et dans la région du Jammu,.
Le dham est préparé et servi à chaque évènement heureux ou célébration en famille. Les temples servent aussi de base de distribution du dham pendant la plupart des festivals religieux ou jours importants.
La nourriture himachali varie de région en région. La cuisine de l'Himachal Pradesh est caractéristique du climat et de la topographie du lieu. Tandis que le plat basique de tous les jours est le dal-chawal-subzi-roti, il existe des plats spéciaux cuisinés pour de grandes occasions. Parmi ces mets de fête, on trouve le plat traditionnel, le dham. Ce plat est accueilli dans l'enthousiasme lorsqu'il est servi. Il offre également plusieurs variétés en fonction du lieu dans lequel on se trouve.
Le dham est cuisiné uniquement par les botis, caste particulière de brahmanes, chefs héréditaires. La préparation pour ce plat de mi-journée très élaboré commence la nuit précédente. Les ustensiles utilisés pour cuisiner la nourriture sont généralement en laiton et appelés batohi, baltohi ou charoti selon la langue locale parlée. Ce même plat est servi aux personnes s'asseyant par terre[pas clair]. Cette nourriture est offerte sur une assiette en feuilles nommée pattal ou encore pattlu (dans les langues locales pahari). Enfin, ce plat comporte du riz aromatisé, des légumineuses frites, du dal, du curry de haricots rouges et divers desserts pour satisfaire la faim des convives.
Le dham traditionnel diffère dans chaque région. Le menu traditionnel pour le dham débuterait par le riz, sambhar et un madra de rajma (haricots rouges) ou encore de chole (pois chiches), qui est cuisiné au yaourt et préparé dans un style unique qui ajoute approximativement vingt épices. Ceci est suivi d'un mash dal surmonté d'un khatta (sauce sucrée et amère) réalisée à partir de tamarinier et de jaggery. On a également du panir fait en ajoutant du dahi (yaourt) et du beurre. On sert également du curry, mukand bari, chohraiyan ka khatta. Le dham se termine avec le mitha bhaat (un dessert) (bhaat signifie « riz » dans les langues himalachi). Le mithdee, lui, désigne un plat particulier de riz sucré (fait à partir de boondi ou de chapelure).
Ce repas traditionnel servi pendant la journée aux personnes vivant dans l'Himachal Pradesh, est une coutume pour les mariages, les anniversaires, les fêtes de retraites ou de n'importe quel jour religieux important. Tout d'abord, le riz cuit est servi avec un type de dal en forme de lune. Après cela, des haricots rouges dont le nom est rajma (madra) sont également servis. Ensuite, c'est au tour du palda, khatta, maa ki aaal (du haricot urd). On sert finalement le meetha dhaat, qui signifie dessert (servi avec du kheer fait de riz, de lait et de sucre). Le nom varie selon le district. On l'appelle mandeali dham dans le district de Mandi. On l'appelle kullvi dham et kangri dham dans le district de Kullu et celui de Kangra respectivement.